# 14046 Keikai
14046 Keikai (tên chỉ định: 1995 WE5) là một tiểu hành tinh vành đai chính. Nó được phát hiện bởi Tomimaru Okuni ở Nanyo Observatory ngày 17 tháng 11 năm 1995. Nó được đặt theo tên Keikai, một ngọn đồi phía bắc thành phố Nan'yō, tỉnh Yamagata, Nhật Bản.